# Mesoleptus tobiasi
Mesoleptus tobiasi là một loài tò vò trong họ Ichneumonidae.